# 朝鮮六大名山
朝鮮六大名山（ちょうせんろくだいめいざん）は、朝鮮半島における6座の山岳を指す呼称。南北分断以降は大韓民国（韓国）と朝鮮民主主義人民共和国（北朝鮮）に散在している。

## 六大名山
六大名山は、次のとおり。
 北朝鮮に所在
- 白頭山
- 七宝山
- 妙香山
- 金剛山
- 九月山

 韓国に所在
- 智異山